# Константиново (Рузский городской округ)
Константиново — деревня в Рузском районе Московской области, входящая в состав сельского поселения Старорузское. Население — 3 жителя на 2006 год. До 2006 года Константиново входило в состав Комлевского сельского округа.
Деревня расположена в западной части района, примерно в 8 км к юго-западу от Рузы, на запруженной реке Пальна, высота центра деревни над уровнем моря 177 м. Ближайшие населённые пункты — Вандово в 200 м на юг, Алёшино в 800 м северо-западнее и Новая в 1 км на север.